# Paulinia
Paulinia je monotypický rod sarančí z monotypické jihoamerické podčeledi Pauliniinae Hebard, 1923 čeledi Acrididae. Monotypický rod byl založen Blanchardem (1819–1900) v roce 1843 pro druh Paulinia muscosa: nyní Paulinia acuminata (De Geer, 1773).

## Rozmnožování
Samičky kladou vajíčka v ootékách pod vodu na spodní stranu listů rostlin. Z vajíček se po 19 až 21 dnech líhnou nymfy.

## Význam
Saranče Paulinia acuminata významně potlačuje invazní rostliny rodu Salvinia.